# Togg
Togg is een Turkse autofabrikant opgericht in 2018 en gevestigd in Gebze, die elektrische auto's produceert.

## Historie
In de laatste jaren van het decennium van 2010 riep de Turkse president Recep Tayyip Erdoğan op tot de oprichting van een nieuw nationaal merk personenauto's. Dit resulteerde in de aankondiging van de plannen om het merk TOGG te lanceren in november 2017. Het ging officieel van start in 2018. De eigendomsstructuur van het bedrijf met de volledige naam Türkiye'nin Otomobili Girişim Grubu A.Ş. creëert een samenwerking van 6 verschillende Turkse bedrijven.
Op 27 december 2019 vond de officiële presentatie plaats van de eerste twee Togg-auto's op het hoofdkantoor van het bedrijf in Gebze, Turkije. Tijdens het evenement werd het ontwerp gepresenteerd van een compacte elektrische SUV en een compacte sedan, ook aangedreven door elektriciteit. De auto's krijgen een bereik van 300 tot 500 kilometer. Twee varianten van de elektromotor zijn gepland: 147 kW (200 pk) en 294 kW (400 pk). De serieproductie van de door de Italiaanse studio Pininfarina ontwikkelde voertuigen in 2018 gaat van start eind 2022.

## Ontwikkeling
Op 18 juli 2020 begon de bouw van Togg-productiefabrieken in de stad Gemlik aan de rand van Bursa. Precies een jaar later, op zondag 18 juli 2021, werd het carrosserieframe van de C-SUV met succes geproduceerd, waarbij werd verklaard dat alleen onderdelen van Turkse makelij voor dit doel werden gebruikt. De start van de serieproductie, zoals aangekondigd, staat gepland voor eind 2022.